# Royal Artillery Barracks
Royal Artillery Barracks (Koszary Artylerii Królewskiej) - kompleks składający się z budynków otoczonych parkiem, położony w Londynie, a ściślej w dzielnicy Woolwich na terenie Royal Borough of Greenwich. W latach 1802–2007 stanowił kwaterę główną Artylerii Królewskiej, jednego z najważniejszych komponentów British Army.

## Historia
Prace budowlane na terenie obiektu rozpoczęły się w 1776 roku, w okolicy już wcześniej będącej siedzibą licznych instytucji wojskowych. Kompleks oddano do użytku w 1802 roku i służył on artylerzystom przez kolejne 205 lat. W 2007 miała miejsce zmiana siedziby 16. Regimentu Artylerii Królewskiej, ostatniej jednostki stacjonującej w tym miejscu. Od tego czasu Koszary pozostają w zasobie nieruchomości Ministerstwa Obrony Wielkiej Brytanii, jednak jak dotąd nie podjęto ostatecznej decyzji, jaka będzie ich nowa rola. 

## Londyn 2012
Park wokół Koszar był jedną z aren Letnich Igrzysk Olimpijskich oraz Letnich Igrzysk Paraolimpijskich w 2012 roku. Podczas turnieju olimpijskiego na obiekcie tym rozegrane zostały wszystkie konkurencje strzeleckie. Z kolei podczas paraolimpiady Koszary gościły zawody strzeleckie i łucznicze. Na potrzeby tych zawodów zbudowane zostały tymczasowe strzelnice oraz trybuny na 7500 osób.